# Alain Tanner
Alain Tanner (Ginevra, 6 dicembre 1929 – Ginevra, 11 settembre 2022) è stato un regista svizzero.

## Biografia
Figlio di un pittore e di un'attrice, Tanner studiò scienze economiche e, nel 1951, fondò insieme a Claude Goretta il cineclub universitario di Ginevra. A 23 anni si imbarca nella marina mercantile dove resta due anni. Dal 1955 al 1958, vive a Londra dove si appassiona al cinema e trova un lavoro presso il British Film Institute. Nel 1957 realizza il suo primo film insieme a Claude Goretta, Nice Time (Picadilly la nuit). Premiato alla Mostra del Cinema di Venezia nella sezione dedicata ai film sperimentali.
Di ritorno dalla Gran Bretagna, trova lavoro come regista alla televisione svizzera romanda dove firma diversi lavori, cortometraggi e documentari, tra cui uno girato durante l'alluvione di Firenze del dicembre 1966. Nel 1968 fonda il Gruppo dei 5 insieme a Claude Goretta, Michel Soutter, Jean-Louis Roy e Jean-Jacques Lagrange per promuovere il giovane cinema svizzero. Diviene noto in campo internazionale negli anni settanta, con film come La salamandra con Bulle Ogier, Jonas che avrà vent'anni nel 2000, Una fiamma nel mio cuore e Charles mort ou vif con cui vince al Festival di Locarno. Tra gli altri film, Gli anni luce (1981) (premiato a Cannes) e Terra di nessuno (1985).

## Filmografia
- Nice Time, co-regia di Claude Goretta - documentario (1957)
- Ramuz, passage d'un poète - cortometraggio (1961)
- L'École - cortometraggio (1962)
- Les Apprentis (1964)
- Une ville à Chandigarh (1966)
- Docteur B., médecin de campagne (1968)
- Charles mort ou vif  (1969)
- La salamandra (La salamandre) (1971)
- Le retour d'Afrique  (1973)
- Il centro del mondo (Le Milieu du monde) (1974)
- Jonas che avrà vent'anni nel 2000 (Jonas qui aura 25 ans en l'an 2000) (1976)
- Messidoro (Messidor) (1979)
- Gli anni luce (Les Années lumière) (1981)
- Dans la ville blanche (1983)
- Terra di nessuno (No Man's land) (1985)
- Una fiamma nel mio cuore (Une flamme dans mon coeur) (1987)
- La valle fantasma (La Vallée fantôme) (1987)
- La ragazza di Rose Hill (La femme de Rose Hill) (1989)
- L'uomo che ha perduto la sua ombra (L'Homme qui a perdu son ombre) (1991)
- Le journal de Lady M. (1993)
- Les hommes du port - documentario (1995)
- Fourbi (1996)
- Requiem (1998)
- Jonas et Lila, à demain (1999)
- Fleurs de sang, co-regia di Myriam Mézières (2002)
- Paul s'en va (2004)